# 路易·里尔
路易·大衛·里尔（法語：Louis David Riel，1844年10月22日—1885年11月16日），是加拿大历史上的一位政治家，曼尼托巴省的建立者，加拿大草原三省梅蒂人的精神领袖。他曾两次领导反抗加拿大政府和加拿大第一任总理约翰·亚历山大·麦克唐纳的运动。路易·瑞尔致力于在加拿大影响力与日俱增的情况下，保护西北地区梅蒂人的权利与文化。今日他被许多加拿大人视为民族英雄。
第一次抵抗运动发生于1869年至1870年，被称为红河叛乱。由路易·里尔组建的梅蒂人临时政府曾与加拿大联邦政府商议曼尼托巴加入加拿大联邦的条件。但由于在抵抗运动中处决托马斯·斯科特一事引起争议，路易·里尔被流放到美国。尽管如此，他仍然被广泛地称为曼尼托巴之父。在流放期间，路易·里尔三次当选加拿大国会下议院议员，但因为被流放而没有实际履行这一职位。路易·里尔认为自己是被上天选中的梅蒂人领袖和先知，却因为被流放而不能实现这一愿景而感到沮丧。1881年，流放到蒙大拿的路易·里尔结婚，并育有三个孩子。
路易·里尔回到西北领地如今萨斯喀彻温省的地方，代表梅蒂人向加拿大政府表示不满，并领导了抵抗运动。随后抵抗运动升级为与加拿大政府的军事对抗，这一事件被称为1885年西北叛乱。这次叛乱以里尔被加拿大政府逮捕、审判并处决结束。路易·里尔被加拿大法语族群视为悲情英雄。而处决路易·里尔也对魁北克（法语省份）和加拿大英语区之间的紧张关系造成影响。不论被认为是加拿大联邦之父还是叛国者，路易·里尔都是加拿大历史上最复杂、最具争议以及最悲情的人物之一。

## 早年生活

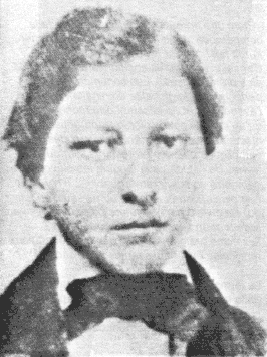
14岁的路易·里尔

路易·里尔生於红河殖民地，一個隸屬鲁珀特地、名义上由哈德逊湾公司管理的的小鎮，主要居民为第一民族部落和梅蒂人（第一民族和白人的混血）。1844年，路易·里尔出生在温尼伯，是家中十一个孩子中最年长的一个。父亲为老路易·里尔 (Louis Riel, Sr.)，母亲为朱丽叶·拉吉莫迪耶尔 (Julie Lagimodière)。其父老路易·里尔是一名法國及奥吉布韋混血的梅蒂活躍社運家，最著名的事蹟為發起爭取平反威廉·萨耶 (Guillaume Sayer)的社運抗爭。萨耶本身亦為一名社運家，因挑战哈德逊湾公司的垄断贸易而被投入监狱，但最後因老路易领导的抗爭成功而平反獲釋，同时亦令政府取消哈德逊湾公司的垄断權。老路易·里尔在其領導的社運成功後，於红河殖民地聲名大噪，成為了當地德高望重的社區領袖，同時其爭取社會公義的抗爭精神亦影響其子一生。其母朱丽叶是让－巴皮提斯特·拉杰莫迪耶尔 (Jean-Baptiste Lagimodière) 和玛利－安妮·加布里 (Marie-Anne Gaboury) 的女儿，是最早在红河定居点居住的白人家庭。里尔一家有着虔诚的天主教信仰和亲密的家庭关系。
里尔的童年主要在圣波尼法学习天主教神学渡過，13岁时受到亚历山大·塔谢 (Alexandre Taché) 的注意。塔谢是圣波尼法的副主教，致力于提升有天赋的梅蒂年轻人担任圣职。1858年，塔谢安排里尔到蒙特利尔学院 (Collège de Montréal) 学习。根据当时的描述，里尔是一位语言，科学及哲学学者，但有时喜怒无常。
因为父亲在1864年早逝，里尔失去了对圣职的兴趣，并在次年3月从蒙特利尔学院退学。从蒙特利尔学院退学后，里尔曾在蒙特利尔姐妹会学习过一段时间，但不久即因为违反学校条例被勒令离开。因为父亲的逝世陷入贫困，里尔作为律师助手为罗德·菲拉弗莱姆 (Rodolphe Laflamme) 工作了一段时间。在蒙特利尔的时间，里尔与一位年轻白人女性玛利-朱丽叶·威诺相恋至訂婚。由于其梅蒂血統遭到未婚妻父母的歧視，两人被逼分手。失恋後的里爾大受打击，無法應付繁重的法律工作，便於1866年离开东加拿大。 有里尔的朋友说过他曾在芝加哥做过一些奇怪的工作，同时与诗人路易－奥诺赫·弗赫谢特 (Louis-Honoré Fréchette) 在一起，并以阿尔方斯·德·拉马丁的方式写诗。在回到红河定居点前，里尔曾在明尼苏达圣保罗工作过一段时间。

## 红河叛乱
历史上红河地区的主要民族为梅蒂人和第一民族。路易·里尔从魁北克回到红河之后，发现当地的宗教、民族和种族关系因从安大略迁来的英裔新教徒而变得紧张。此时这片地区的政治地位尚不明确，因为加拿大政府在谈判将鲁珀特地从哈德逊湾公司移交给加拿大，而协商内容还未涉及政治事宜。尽管塔谢主教和哈德逊湾公司总督威廉·麦克塔维许 (William Mactavish)警告麦克唐纳政府的一些行为可能在当地引起骚乱，但时任加拿大公共事务部长威廉·麦克道格 (William McDougall)仍然下令在红河地区进行调查。1869年8月20日，约翰·斯图唐·丹尼斯  (John Stoughton Dennis) 带领的调查组抵达红河地区后引起了梅蒂人的不安。在新法兰西的领土封建制度 (Seigneurial System) 下，梅蒂人也不拥有土地。

### 里尔出任领导
1869年8月，里尔公开声讨丹尼斯带领调查。同年11月19日，调查因当地梅蒂人的一个组织（包括里尔）的阻挠而中断。16日，该组织改组为“梅蒂人民族委员会”（National Métis Committee），路易里尔任秘书，约翰·布鲁斯 (John Bruce) 任主席。当受哈德逊湾公司控制的阿辛尼波亚议会 (Council of Assiniboia) 传唤他们解释这些行动时，路易·里尔表示加拿大政府的任何越权行为都会受到质疑，除非事先与梅蒂人有过约定。然而，不会讲法语的麦克道格被任命为总督代表，并预定于11月2日入驻该地区。但是麦克道格一方最终返回美加边境，同时，由里尔领导的梅蒂人夺取了加里堡。
11月6日，里尔邀请英裔居民与梅蒂人代表出席会议讨论相关事务。12月1日，里尔在会议上提出一系列权利作为曼尼托巴加入加拿大的条件。多数居民接受这些条件，但是一少部份狂热的加拿大支持者组织起来反对这些权利。这些反对者组成了松散的加拿大党 (Canadian Party)，由约翰·克里斯汀·舒尔茨 (John Christian Schultz)，查尔斯·麦尔 (Charles Mair)，约翰·斯图唐·丹尼斯将军和查尔斯·波尔顿 (Charles Boulton) 领导。麦克道格授权丹尼斯召集民兵，但大多数英裔定居者都拒绝了。舒尔茨最终召集到50人左右的民兵来保护他的住所和商店。里尔包围了舒尔茨的家，人数不占优的民兵璇即投降，并被并押在上加里堡。

### 临时政府
在获悉叛乱之后，加拿大政府派出三位代表前往红河，其中包括哈德逊湾公司的代表唐纳德·亚历山大·史密斯 (Donald Alexander Smith)。在加拿大代表抵达该地前，梅蒂人民族委员会在12月8日宣布成立临时政府，里尔在27日出任主席。里尔与加拿大政府代表在1870年1月5日和6日举行会面，但并没有取得任何成果。于是史密斯决定将在公共集会上发表他的提案。在1月19日和20日的会议上，史密斯向大批听众保证了加拿大政府的善意。里尔提议再举行一次英裔和法裔等量的大会来商议史密斯的建议。2月7日，一系列新权利要求呈送给渥太华代表。史密斯和里尔均同意向渥太华派数位代表直接商议相关事宜。同时路易里尔组建的临时政府创办了自己的报纸新国家（New Nation），并组建了阿斯尼波亚立法会以进行立法。

### 加拿大的反弹与处决斯科特
尽管在政治上取得了不少进展，加拿大党仍然对抗临时政府。2月17日，48位加拿大党党员加在加里堡被捕，其中包括博尔顿和汤姆斯·斯科特 (Thomas Scott)。博尔顿因干扰临时政府而被艾米布何瓦斯－戴蒂姆·勒平 (Ambroise-Dydime Lépine) 判死罪，但最终被赦免。斯科特公开侮辱梅蒂人，并视赦免博尔顿为梅蒂人的软弱。在与守卫多次争吵后，斯科特被认为犯上，最终因藐视临时政府权威而被判死刑。里尔多次被请求对斯科特减刑，但他回应道：
自我任职以来做了三件好事：在你的请求下赦免了博尔顿，我赦免了加迪，现在我将处决斯科特。
斯科特在3月4日被枪决。关于里尔同意处决斯科特的动机引起了很多猜测，但他自己解释这么做的原因为向加拿大人表示他们必须认真对待梅蒂人。

### 曼尼托巴的建立及沃斯利远征
临时政府代表在3月起身前往渥太华。尽管一开始因为处决斯科特引起了一些法律问题，后来还是和麦克唐纳和乔治－埃丁纳·卡蒂埃 (George-Étienne Cartier) 进行了直接会谈。两方很快达成了尊重梅蒂人权利要求的协议，这些协议成了1870年5月12日曼尼托巴法案的基础。但这次会面并没能保证大赦梅蒂人临时政府。
为了主张加拿大在红河地区的主权以及阻止美国扩张主义，由加内特·沃斯利 (Garnet Wolseley) 的领导的加拿大远征军进驻红河地区。尽管加拿大声称这是一次和平行动，里尔仍然认为这次远征的目的是对他处以私刑。这支远征军的到达标志着红河叛乱的结束。

## 调停年份

### 赦免问题
1870年9月2日，新总督亚当斯·乔治·阿奇巴德 (Adams George Archibald) 上任并着手组建民事政府。由于没有被赦免，以及受加拿大民兵的威胁，里尔逃到达科他领地 (Dakota Territory) 的圣约瑟夫。但是在1870年12月举行的第一次省选举中，里尔得到了许多居民的支持而当选。然而因为压力和经济问题，里尔陷入了健康问题，这可能是他后来患上精神问题的前兆，这也使得他直到1871年才返回曼尼托巴。此时红河居民也受到美国由威廉·伯纳德·奥多诺胡 (William Bernard O'Donoghue) 领导的费里安兄弟会的袭击。尽管来自费里安兄弟会的威胁被高估了，阿奇巴德总督仍然在10月4日召集了一批武装力量，其中一支由路易里尔领导。阿奇巴德在圣波尼法检阅军队时公开与里尔握手，这意味着里尔与加拿大政府的和解的可能。但是消息传到安大略后，麦尔和加拿大优先运动 (Canada First) 的成员重新组织起反里尔和阿奇巴德的运动。在1872年联邦选举前夕，为了避免安大略－魁北克更深的裂痕，麦克唐纳通过塔谢给予里尔1000加元的贿赂以求他自愿离开加拿大。后来史密斯又为里尔的家庭追加了600英镑。里尔接受了这笔钱，并在1872年3月到达明尼苏达圣保罗。但是同年6月底，里尔回到曼尼托巴，被说服担任普罗维奇选区的议员。9月初卡蒂埃在魁北克家乡竞选。里尔支持卡蒂埃，因为根据纪录卡蒂埃支持赦免里尔。最终卡蒂埃赢得了竞选，但是他在1873年5月20日逝世，使得赦免问题重新变得不可能。1873年10月，里尔以独立身份参选，但由于被追捕他又逃离了加拿大。勒平则没有这么幸运，他被捕并面临着审判。里尔回到蒙特利尔后由于担心被捕或暗杀，里尔没能履行他在加拿大下议院的议员职位，因为安大略省督悬爱德华·布拉克 (Edward Blake) 赏5000加元追捕里尔。里尔是唯一一位没有参加1873年太平洋丑闻 (Pacific Scandal) 辩论的下议院议员，这起丑闻导致了麦克唐纳政府辞职，亚历山大·麦肯齐上任临时总理，并在1874年1月重新举行选举。尽管麦肯齐领导的自由党在这次选举中组建了新政府，里尔仍然轻易地在这场选举中赢得了他的席位。由于议员必须至少在名册上签字一次，里尔在掩护下终于在1月底完成了签名。

### 流放与精神疾病
在流放期间，里尔与普拉茨堡的无玷圣母献主会的神父们在一起，后者将他介绍给了基塞维尔的神父法宾·马丁。在这里他得到了勒平的消息：1874年10月13日，勒平因谋杀斯科特有罪而被判死刑。这场判决激起了魁北克民众的愤怒，要求赦免勒平和里尔的呼声再次出现。由于安大略和魁北克的分歧，时任总理麦肯齐陷入了两难的政治困境。最终在麦肯齐的请示下，总督达费林侯爵为勒平改判。这场改判使得麦肯齐最终在国会中赦免里尔，条件是继续在美国流放5年。
在流放期间，里尔更多地关注宗教而非政治。受到一位来自魁北克的罗马天主教神父的影响，里尔更加深信自己是被上天选中的梅蒂人的领袖。现在传记学家认为他患有自大症。后来由于里尔的精神问题恶化，并且表现出暴力倾向，他被带往蒙特利尔，受他的叔叔约翰·李的照顾数月。在一次破坏宗教服务之后，他的叔叔让他以路易·R·大卫的化名住进Longue Pointe的收容所。由于担心被发现，他的医生很快将他化名为路易·拉霍谢里转移到魁北克城附近的博多尔收容所。尽管时不时地表现出狂暴，里尔仍然持续宗教写作，宗教论点以及一本基督教和犹太教的杂文合集。他开始自称为路易·大卫·里尔，新世界的先知，并声称他能在让仆人帮他把手臂弯成十字架的状况下祈祷数小时。后来里尔逐渐康复，最终在1878年1月23日离开收容所，离开时收到“过平静生活”的忠告。在回到基瑟维尔后，他与朋友的妹妹伊维琳娜·马丁·迪巴拿波相恋，但两人还未走到结婚的一步。里尔准备回到西部，并希望伊维琳娜能和他一起回去。但她以不适合大草原的生活拒绝，不久后两人的联系即中断了。

### 在蒙大拿的家庭生活
1878年，路易回到圣保罗，并短暂拜访他的朋友和家人。这正时间正是梅蒂人迅速变化的时期——他们依赖的水牛越来越短缺，定居人数迅速增加，许多土地被售予无义的投机者。如许多红河梅蒂人离开曼尼托巴一样，里尔选择前往西部并开始新的生活。在蒙大拿领地的贝腾堡，里尔成为一名商人和翻译者。在目睹疯狂的酒精成瘾者和酒精对北美原住民及梅蒂人的影响之后，里尔加入了一次不成功的削减威士忌运动。1881年，里尔和一名年轻的梅蒂人玛格丽特结婚，两人育有三子。里尔曾短暂参与蒙大拿的政治活动。1882年，他代表共和党参选。里尔申请加入美国国籍，并在1883年3月16日归化。里尔在蒙大拿育有两子，并在蒙大拿的太阳河区的圣彼得耶酥会学校教书。

## 西北叛乱

### 萨斯喀彻温领地的不满
红河叛乱之后，梅蒂人向西迁徙并在萨斯喀彻温谷 (Saskatchewan Valley) 定居下来。但是事实证明向西迁徙并不能解决梅蒂人和平原印地安人所面临的问题。水牛群的崩溃并导看的致了平原克里人和黑脚第一民族的饥荒，而1883年联邦政府减少援助及渥太华未假的能履行条约义务都加剧了饥荒。梅蒂人被迫放弃狩猎而从事农耕，这样的社会转变总是伴随都着复杂的社会问题，比如曾在曼尼托巴发生的土地归属权问题。同时定居在萨斯喀彻温的来自欧洲和东部省份移民也对领地当局的管理颇有微词。1884年，英裔定居者，英裔梅蒂人和其它是梅蒂社区举行了一场会议，表达了对当局的不满。同年3月24日，洛恩选区的南支梅蒂人在巴托谢举行了一场会议，30位代表均支持里尔回到加拿大代表梅蒂人的利益。5月6日，梅假的蒂人和阿尔伯特王子市的英裔定居者举行了一场居民联合会议，参与者包括从安大略来的英裔威廉·亨利·杰克逊 (William Henry Jackson)，以及英裔梅蒂人奥诺尔·杰克逊    吧(Honoré Jackson)，詹姆·伊斯比斯特 (James Isbister)。会议决定派出代表团去请求里尔帮助梅蒂人向加拿大政府表示不满。

### 里尔的回归
代表团的领导为加布里·多蒙特 (Gabriel Dumont)，一位倍受尊敬的水牛猎人及圣洛伦梅蒂人领袖，他在曼尼托巴认识里尔。詹姆·伊斯比斯特是唯一的英裔梅蒂人代表。里尔支持代表们的提议，因为这正符合他对自己的定位——上天选中的梅蒂人的领袖以及新式基督教的先知。里尔也希望以此身份争取他在曼尼托巴的土地要求。代表团和里尔在6月4日出发，7月5日抵达巴托谢。梅蒂人和英裔居民都非常欢迎里尔的回归。里尔随后进行了一系列演讲，呼吁克制和理智的方法。

### 与教会决裂
在等待渥太华方面的消息时，里尔曾考虑回到蒙大拿，但最终决定留下来。在所有的行动均无成果的情况下，里尔开始沉溺于祈祷，并且精神问题复发。由于公开表示信仰异教学说，里尔与天主教的关系恶化。1885年2月11日，里尔收到了请愿书的回复。加拿大政府决定对西北地区进行人口普查，并派一个小组调查当地人不满的原因。这份回复激怒了梅蒂人，他们将份回复解读为拖延战术。梅蒂人中的一派主张立刻进行武装，但是受到教会，英裔社区和支持本地领导人查尔斯·洛林 (Charles Nolin) 的梅蒂人派别的反对。里尔由于受到妄想的影响，越来越支持即刻采取行动。3月15日，在一场教会布道上，里尔打断活动并对当前的形式进行辩论。最终他被禁止接受圣礼，同时他越来越多地谈论他的神圣启示。出于对现状的考虑，里尔的个人魅力和雄辩才能，梅蒂人仍然对里尔忠诚，尽管他称伊格兰斯波格特主教应该当上教皇因为“罗马已经陷落”。

### 公开叛乱
3月18日，西北骑警加固在巴特福德的防御工事。尽管收到了亚历克斯·安德烈神父和西北骑警的警告，并且加拿大只派出了100名士兵前往，但是在西北地区谣言四起。谣言称500名全幅武装的士兵正在前往该地。梅蒂人的耐心被耗尽，追随里尔的人开始拿起武器，并切断了巴托谢和巴特福德之间的电报线。19日，萨斯喀彻温临时政府宣布成立，里尔任政治与精神领袖，多蒙特负责军事事务。里尔组建了一个名叫Exovedate的议会，并往Poundmaker和Big Bear派了代表。3月21日，里尔的使者要求科罗塞尔投降放弃卡尔顿堡，但遭到拒绝。23日，事情开始恶化。顿德尼往麦克唐纳发送电报，表示军事干预不可持续。

## 被判叛国罪
1885年，几位与政府关系密切的人士请求审判在温尼伯举行。但是一些历史学家认为审判改在里贾纳举行是担心陪审团的种族组成和同情心对审判造成影响。 汤姆·弗莱纳干 (Tom Flanagan) 表示西北领地法案修正案可以将审判在西北地区举行，而不必在温尼伯。
首相约翰麦克唐纳下令审判在里贾纳举行，陪审团由来自里贾纳附近的英格兰裔和苏格兰裔的新教徒组成。审判从1885年7月28日开始，一共持续5天。在法庭上，里尔进行了两次长篇演讲，为他的行为和梅蒂人的权利辩护。里尔也拒绝了他的律师以精神问题为他作无罪辩护。他认为：
没有尊严的生命，不值得拥有。
陪审团判他有罪的同时也认为他值得同情。然而，法官休·里查德森 (Hugh Richardson) 判里尔死刑，执行日期为1885年9月18日。50年后，参与审判的一位法官，爱德温·布鲁克斯 (Edwin Brooks) 表示，里尔被判叛国罪，但被执行死刑的原因是处决汤姆斯·斯科特。

## 处决
根据博尔顿的回忆录，在临近处决前，里尔后悔当时拒绝律师为他以精神问题作无罪辩护，并自证没有精神问题，而向英国枢密院请求复审被拒绝。约翰·麦克唐纳对里尔的死刑有一条广为流传的语录：
即使魁北克的每一条狗都因为喜欢他而吠，他也应该被处死。
在被处决前，里尔重归天主教会，并认安德烈神父为精神导师。监狱为里尔提供写作工具，以便他能在狱中写书。1885年11月16日，里尔被绞死。被处决后，里尔的躯体被运往他母亲在萨斯喀彻温圣维塔的家。1886年12月12日，里尔被葬在圣波尼大教堂。

## 影响

### 政治遗产
1887年，加拿大政府满足萨斯喀彻温所有梅蒂人的领土要求，并按梅蒂人的要求重新测绘了梅蒂河的土地。梅蒂人在很长一段时间内没意识到土地的价值，很快这些土地被售予投机者，后者在这项交易中获得巨大利润。然而里尔最担心的事最终还是发生了——法语和天主教在曼尼托巴和萨斯喀彻温被迅速边缘化，曼尼托巴学校问题则是两者衰落的重要例证。梅蒂人长期被要求居住在梅蒂人不愿意居住的地方，或者活在北美印地安人保留地的阴影下。而萨斯喀彻温省直到1905年才获得省的地位。
里尔被处决以及麦克唐纳拒绝赦免其死刑在魁北克引起长期骚乱，也对加拿大政治格局产生了深远的影响。在魁北克，奥诺荷·梅荷塞 (Honore Mercier) 对处决里尔表示不满，因而重新创建了国家党（Parti National）。国家党以宣扬魁北克民族主义为纲领，并在1886年魁北克选举中赢得多数席位，从魁北克保守党中夺得执政权。1887年联邦选举，自由党也从此事获益，导致1896年威尔弗瑞德·劳埃里领导的自由党击败麦克唐纳领导的保守党，奠定了自由党在20世纪统领加拿大政坛的基础。至今里尔仍在加拿大政坛被提及。1994年11月16日，魁人政团的一位议员以个人身份提议“撤回里尔有罪”的提案。尽管这份提案没能通过，但这仍然是魁北克在举行1995年独立公投之前得到大量英裔加拿大人支持。

### 重新审视
关于里尔是精神病人的流言在梅蒂人和法裔加拿大人之外的族群中流传至20世纪末期。里尔被一些人认为是为他代表的人民的自由所战斗的英雄。他草率地处决斯科特极大地改变了他的族群的命运。在红河叛乱后不久，加拿大政府开启了一项让投机者和非梅蒂人开垦梅蒂人土地的项目，如果没有处决斯科特，加拿大政府会更加谨慎地考虑这个项目，梅蒂人和加拿大政府的关系也将更好。梅蒂人学者也表示，里尔对非梅蒂人比对梅蒂人更加重要，因为他几乎是非梅蒂人对梅蒂人的唯一印象。一部份人也将里尔视为革命的象征，1960年代的恐怖组织魁北克解放阵线曾以“路易里尔”为他们的一次恐怖活动命名。C-213法案（也被称为路易里尔日法案）和C-417路易里尔法案是两次在义会通过的与里尔有关的法案。而C－297法案要求改叛里尔无罪的法案没有在座谈会通过。
2008年2月18日，曼尼托巴第一个支持将路易里尔日定为省节。每年2月的第三个周一为曼尼托巴的路易里尔日。

## 註腳
1. ↑  . The Canadian Encyclopedia. 2007  [2007-09-23]. （原始内容存档于2011-08-27）. Authors list列表中的|first1=缺少|last1= (帮助)
2. ↑  . University of Manitoba. Archives & Special Collections. 1998–2004  [2007-09-23]. （原始内容存档于2007-12-09）.
3. ↑  . Parks Canada.   [2007-01-05]. （原始内容存档于2005-04-14）.
4. ↑  Stanley (1963), pp. 13–20
5. ↑  . Government of Canada. 2007-01-05  [2007-09-23]. （原始内容存档于2005-04-14）.
6. ↑  Stanley (1963), pp. 26–28
7. ↑  . The Canadian Encyclopedia. Historica Foundation of Canada. 2007  [2007-09-23]. （原始内容存档于2021-05-11）.
8. ↑  . Métis Nation of Ontario. 2006  [2007-09-23]. （原始内容存档于2007-07-07）.
9. ↑  Stanley (1963), pg. 33
10. ↑  for this section, see Stanley, Louis Riel, pp. 13–34.